# Brassen's not Dead
Brassen's not Dead, également stylisé Brassen's Not Dead, est un groupe de punk rock français, originaire de Toulouse, en Haute-Garonne. Il est formé en 2006 dans le but de faire revivre la mémoire de Georges Brassens, en réinterprétant ses chansons dans des versions punk, tout en gardant l'humour et l'esprit contestataire.

## Biographie
Irwin - qui reprenait déjà du Georges Brassens avec son frère Olivier - propose à des amis de le rejoindre pour faire revivre en version punk rock. Ils ont répondu à l'appel et le groupe est parti de là. « J'étais tout jeune quand Brassens est mort, j'avais 12 ans à peine. Mais je m'en souviens comme si c'était hier : ce jour-là, j'ai vu pleurer ma mère » précise Irwin.
Les musiciens, issus de la mouvance punk des années 1980 et 1990 (Les Sheriff, les Valseuzes, Trashbug, etc), ont tous avec une solide expérience musicale et partagent un enthousiasme communicatif pour les textes du Sétois. Durant leurs concerts, ils s'adjoignent l'aide de l'Animateur à la Kon, tantôt présentateur, tantôt jeune bergère, ou encore gorille. Pour les concerts sur Toulouse et ses environs, Delfi, une comédienne sourde (comme elle se définit elle-même), vient se greffer au groupe pour traduire certaines chansons en langue des signes. Leur premier album studio, éponyme, est publié en 2006.
Le 11 novembre 2011, le groupe publie son troisième opus, Volume 3 au label Mosaïc Music Distribution. En novembre 2013, ils sont annoncés en concert aux côtés du groupe de rock alternatif Salut les Anges à Nantes.
Le 30 janvier 2014, ils participent au Concert contre l'extrême droite et ses idées au Connexion Live de Toulouse, aux côtés de El Comunero et Cheap Chaser. Cette même année, le groupe est annoncé en concert entre les murs du squat de la Miroiterie à Ménilmontant, mais décide finalement de jouer au Turku/Amsterdam, bar à punks local de la Porte de Montreuil. 
À la fin 2015, ils jouent un concert au Bikini de Ramonville, aux côtés des Sales Majestés et Tagada Jones,.
En 2017, ils publient leur quatrième album studio, Volume 4.
Depuis, ils cuvent leur vinasse en regardant pousser leurs poils.